# Brandon Bass
Brandon Sam Bass (Baton Rouge, 30 aprile 1985) è un ex cestista statunitense, che giocava nel ruolo di ala grande.

## Carriera

### College (2003-2005)
Gioca a livello universitario con gli LSU Tigers, squadra della Louisiana State University. Nel 2005, all'età di vent'anni, si dichiarò eleggibile per il Draft NBA, nel corso del quale venne scelto al secondo giro, come 33ª scelta assoluta, dai New Orleans Hornets; tutto ciò, dopo esser stato eletto miglior giocatore della Southeastern Conference.

### NBA (2005-2017)

#### New Orleans Pelicans (2005-2007)
Viene scelto nel Draft NBA 2005 dai New Orleans Hornets al secondo giro, ma le prime due stagioni si rivelarono molto difficili per l'ala grande, che non riesce a farsi valere, anche a causa del poco minutaggio riservatogli.

#### Dallas Mavericks (2007-2009)
Per tal ragione, nel 2007 firma un contratto come free agent con i Dallas Mavericks: qui, a differenza degli anni precedenti, sa farsi notare, ponendosi come ottima alternativa in quel ruolo, occupato da Dirk Nowitzki. Rinnova poi per la stagione NBA 2008-09.

#### Orlando Magic (2009-2011)
Diventato free agent nell'estate 2009, firma per gli Orlando Magic, squadra con cui disputa due stagioni, mettendosi in mostra soprattutto nella seconda parte dell'ultimo anno, giocando le sei partite dei playoffs da titolare.

#### Boston Celtics (2011-2015)
Nel dicembre 2011, prima dell'inizio della stagione (iniziata dopo per il lockout), si trasferì ai Boston Celtics, nell'ambito dell'operazione di mercato che portò a Orlando Glen Davis e Von Wafer. Con i Celtics debuttò il giorno di natale contro i New York Knicks, giocando 28 minuti e mettendo a referto 20 punti e 11 rimbalzi. Chiuse la stagione regolare con una media di 12,5 punti, 6,2 rimbalzi in 31,7 minuti di media. Nei playoffs disputò 20 partite tutte da titolare, mettendo a referto 27 punti nella partita contro i Philadelphia 76ers, che permise ai biancoverdi di portare la serie sul 3-2 in loro favore. Arrivati in finale di Eastern Conference, la squadra è sconfitta dai futuri campioni, i Miami Heat. Il 14 luglio 2012 firmò un contratto di 20 milioni di dollari per tre anni con la franchigia del Massachusetts. Alla fine di questo contratto Bass nell'estate del 2015 rimane free agent.

#### Los Angeles Lakers (2015-2016)
Nell'estate 2015 Bass firmò con i Los Angeles Lakers.
Il 21 gennaio 2016 Bass mise a segno 18 punti contro i Sacramento Kings. Tuttavia la sua ottima prestazione non riuscirà a evitare la sconfitta ai Lakers.
Con i gialloviola Bass disputò 66 partite, di cui nessuna da titolare, visto che nella sua posizione sono stati prevalentemente utilizzati il sophomore Julius Randle e il rookie Larry Nance Jr.

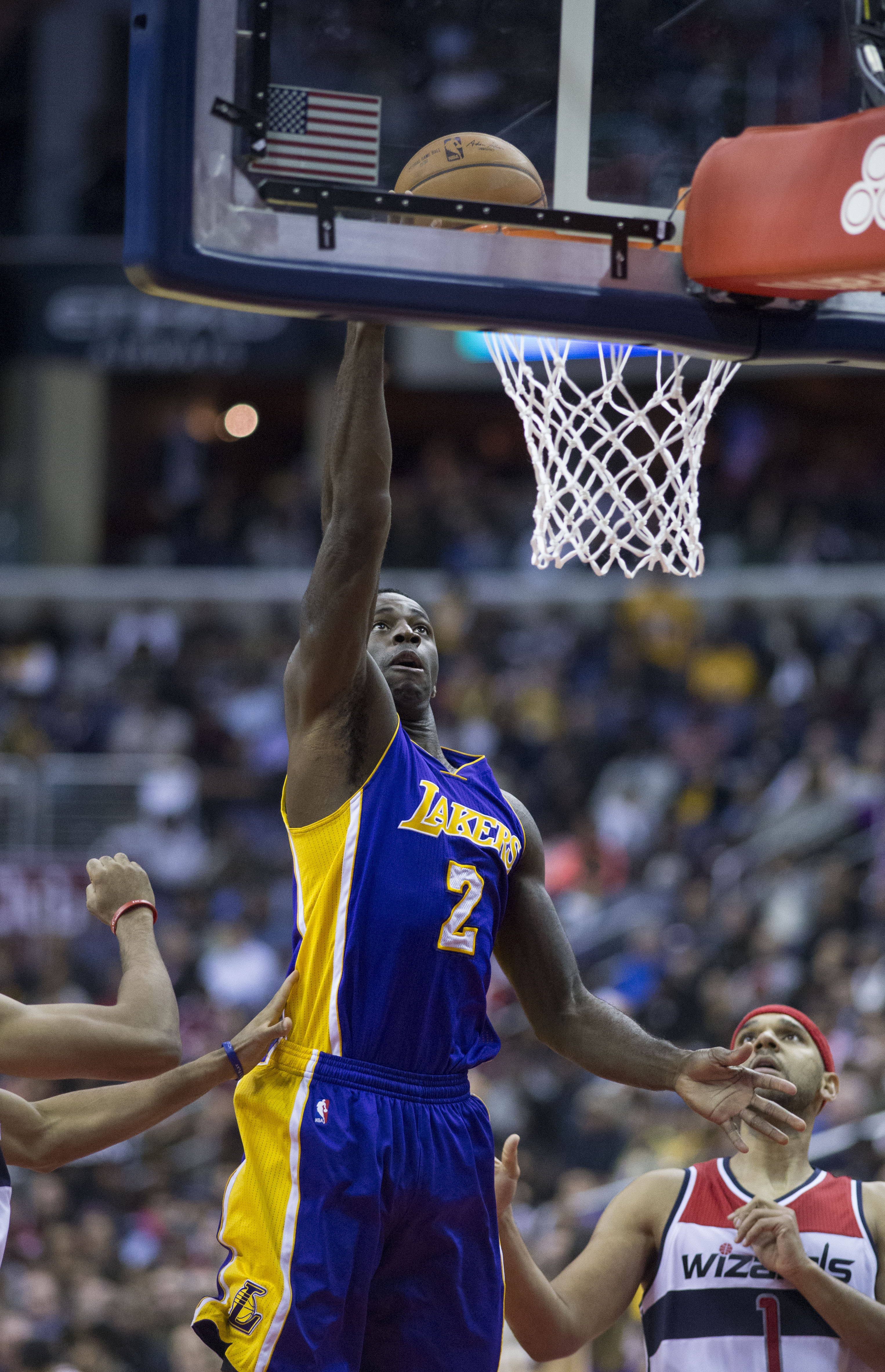
Brandon Bass con la canotta dei Lakers mentre va a schiacciare

A fine stagione il suo contratto non venne rinnovato dai Lakers.

#### Los Angeles Clippers (2016-2017)
Il 19 luglio 2016 ancora una volta venne firmato da free agent ma stavolta con l'altra franchigia di Los Angeles, ovvero i Clippers che arrivarono a battere la concorrenza dei San Antonio Spurs.
Ai Clippers ritrova il suo allenatore ai tempi di Boston (ma solo i primi due anni dato che negli ultimi due con lui i Celtics erano sotto la guida di Brad Stevens che tuttora è l'allenatore dei verdi) Doc Rivers, oltre che Paul Pierce, suo compagno ai Celtics dal 2011 al 2013.
L'8 gennaio 2017 segnò 12 punti nella partita vinta per 98-86 contro i Miami Heat. Segnò 10 punti il 17 gennaio nella gara vinta 120-98 contro gli Oklahoma City Thunder. Segnò nuovamente 10 punti nella gara successiva, persa dai Los Angeles Clippers per 104-101 contro i Minnesota Timberwolves.

### Cina (2017-2020)
Il 18 agosto 2017 firmò da free agent con i Liaoning Flying Leopards, andando a giocare in Cina dopo 12 anni in NBA.

## Statistiche

### College
| Anno      | Squadra    | PG | PT | MP   | TC%  | 3P%  | TL%  | RP  | AP  | PRP | SP  | PP   |
| --------- | ---------- | -- | -- | ---- | ---- | ---- | ---- | --- | --- | --- | --- | ---- |
| 2003-2004 | LSU Tigers | 29 | 29 | 34,9 | 50,4 | 26,3 | 78,3 | 7,4 | 0,6 | 0,7 | 1,9 | 12,8 |
| 2004-2005 | LSU Tigers | 30 | 29 | 33,6 | 56,7 | 46,2 | 77,7 | 9,1 | 0,8 | 0,8 | 1,6 | 17,3 |
| Carriera  | Carriera   | 59 | 58 | 34,2 | 54,0 | 37,8 | 78,0 | 8,2 | 0,7 | 0,8 | 1,8 | 15,1 |

### NBA

#### Regular Season
| Anno      | Squadra          | PG  | PT  | MP   | TC%  | 3P%  | TL%  | RP  | AP  | PRP | SP  | PP   |
| --------- | ---------------- | --- | --- | ---- | ---- | ---- | ---- | --- | --- | --- | --- | ---- |
| 2005-2006 | N.O. Hornets     | 29  | 1   | 9,2  | 40,0 | -    | 63,2 | 2,3 | 0,1 | 0,1 | 0,2 | 2,3  |
| 2006-2007 | N.O. Hornets     | 21  | 3   | 7,7  | 34,1 | 0,0  | 75,0 | 2,0 | 0,1 | 0,1 | 0,1 | 2,0  |
| 2007-2008 | Dallas Mavericks | 79  | 1   | 19,7 | 49,9 | 0,0  | 82,2 | 4,4 | 0,7 | 0,3 | 0,6 | 8,3  |
| 2008-2009 | Dallas Mavericks | 81  | 0   | 19,4 | 49,6 | 0,0  | 86,7 | 4,5 | 0,5 | 0,3 | 0,7 | 8,5  |
| 2009-2010 | Orlando Magic    | 50  | 3   | 13,0 | 51,1 | -    | 82,5 | 2,5 | 0,4 | 0,2 | 0,5 | 5,8  |
| 2010-2011 | Orlando Magic    | 76  | 51  | 26,1 | 51,5 | 0,0  | 81,5 | 5,6 | 0,8 | 0,4 | 0,7 | 11,2 |
| 2011-2012 | Boston Celtics   | 59  | 39  | 31,7 | 47,9 | -    | 81,0 | 6,2 | 0,9 | 0,6 | 0,9 | 12,5 |
| 2012-2013 | Boston Celtics   | 81  | 69  | 27,6 | 48,6 | 0,0  | 86,0 | 5,2 | 1,0 | 0,5 | 0,8 | 8,7  |
| 2013-2014 | Boston Celtics   | 82  | 73  | 27,6 | 48,6 | 33,3 | 85,8 | 5,7 | 1,1 | 0,4 | 0,9 | 11,1 |
| 2014-2015 | Boston Celtics   | 82  | 43  | 23,5 | 50,4 | 28,1 | 79,0 | 4,9 | 1,3 | 0,5 | 0,4 | 10,6 |
| 2015-2016 | L.A. Lakers      | 66  | 0   | 20,3 | 54,9 | 0,0  | 84,5 | 4,3 | 1,1 | 0,5 | 0,8 | 7,2  |
| 2016-2017 | L.A. Clippers    | 52  | 0   | 11,1 | 57,5 | 33,3 | 87,5 | 2,5 | 0,4 | 0,3 | 0,2 | 5,6  |
| Carriera  | Carriera         | 758 | 283 | 21,6 | 49,9 | 20,7 | 83,2 | 4,5 | 0,8 | 0,4 | 0,6 | 8,7  |

#### Playoffs
| Anno     | Squadra          | PG | PT | MP   | TC%  | 3P% | TL%  | RP  | AP  | PRP | SP  | PP   |
| -------- | ---------------- | -- | -- | ---- | ---- | --- | ---- | --- | --- | --- | --- | ---- |
| 2008     | Dallas Mavericks | 5  | 0  | 26,6 | 47,2 | 0,0 | 96,0 | 6,8 | 0,4 | 0,6 | 0,6 | 11,6 |
| 2009     | Dallas Mavericks | 10 | 0  | 19,2 | 55,0 | -   | 90,3 | 4,1 | 0,7 | 0,7 | 0,4 | 9,4  |
| 2010     | Orlando Magic    | 7  | 0  | 6,0  | 53,8 | -   | 83,3 | 1,1 | 0,1 | 0,0 | 0,0 | 2,7  |
| 2011     | Orlando Magic    | 6  | 6  | 23,2 | 42,1 | -   | 92,3 | 4,2 | 0,3 | 0,5 | 0,8 | 7,3  |
| 2012     | Boston Celtics   | 20 | 20 | 30,4 | 46,3 | -   | 92,2 | 5,3 | 0,8 | 0,7 | 0,5 | 11,1 |
| 2013     | Boston Celtics   | 6  | 5  | 34,0 | 48,3 | -   | 80,0 | 6,7 | 1,2 | 0,3 | 0,2 | 6,7  |
| 2015     | Boston Celtics   | 4  | 4  | 21,5 | 35,0 | -   | 60,0 | 2,0 | 2,5 | 0,3 | 0,8 | 5,0  |
| 2017     | L.A. Clippers    | 1  | 0  | 4,0  | 33,3 | -   | -    | 1,0 | 0,0 | 1,0 | 0,0 | 2,0  |
| Carriera | Carriera         | 59 | 35 | 23,9 | 47,1 | 0,0 | 89,0 | 4,4 | 0,7 | 0,5 | 0,4 | 8,4  |

## Palmarès
- McDonald's All-American Game (2003)

## Curiosità
- Ha un fratello più giovane, Chris Bass, che ha giocato a pallacanestro per gli LSU Tigers